# قزل كند السفلي (سيلتان)
قزل کند السفلی (بالفارسية: قزل‌کند سفلی) هي قرية تقع في إيران في قسم سيلتان الريفي. يقدر عدد سكانها بـ 95 نسمة .